# Cei muți
„Cei muți” (în franceză Les muets) este o povestire a scriitorului francez Albert Camus. Ea a fost publicată pentru prima dată în 1957, ca parte dintr-o colecție intitulată Exilul și împărăția (L'exil et le royaume). Povestirea descrie universul unui atelier de dogărie din Alger, neputința lui Yvars de a reuși să dea un sens vieții sale în ciuda faptului că formează un cuplu armonios, precum și spiritul de solidaritate al muncitorilor în lupta împotriva patronului lor, în care își pierd orice urmă de compasiune.
În povestirea "Cei muți" a fost inclusă experiența conflictelor sociale din perioada copilăriei lui Camus.

## Rezumat
Acțiunea acestei povestiri are loc în Algeria și prezintă un moment de după greva dogarilor din port și, în același timp, conflictele psihologice și sociale determinate de noua situație și pierderea compasiunii individuale ca urmare a presiunii grupului. Muncitorii dintr-un atelier îi solicită patronului Lassalle să le mărească lefurile ca urmare a creșterii costurilor vieții, dar patronul (cu care se cunoșteau de multă vreme și care era perceput de ei până atunci ca un prieten) îi refuză, motivând că numărul comenzilor a scăzut, iar oprirea lucrului ar fi pentru el o economie. 
Nereușind să-și rezolve doleanțele, dogarii sunt nevoiți să se întoarcă la lucru pentru a primi în continuare acea leafă mică cu care să încerce să-și întrețină familiile. După eșuarea grevei, muncitorii din atelierul de dogărie refuză să mai vorbească cu patronul. Acesta este un acord tăcut între cei învinși, care au nevoie să primească în continuare acea sumă de bani. Dogarii simt că trăiesc "în exil", deoarece șeful le-a spus clar că ei nu mai sunt "cu adevărat" necesari; dar, de asemenea, patronul a fost și el "expulzat", nemaifiind acceptat ca făcând parte din colectiv. Tonul conciliant al întâlnirii, atunci când șeful a vrut să le explice situația, este respins de muncitori, explicațiile fiind considerat "vorbe goale". Când fiica patronului se îmbolnăvește grav, pare să existe o necesitate morală și un nou mod de comunicare. Dar chiar și în această situație, muncitorii rămân preocupați de propria lor soartă și îl exclud pe șef din colectiv, în ciuda provocărilor etice la coeziune și armonie. 
Camus prezintă pierderea capacității de a se exprima și incapacitatea de a reacționa omenește în fața unui conflict de interese, ca și incompatibilitatea între dorință și putință.

## Teme majore

### Soarta comună
O temă comună în scrierile lui Camus este aceea că moartea este soarta comună a tuturor: bogați sau săraci, privilegiați sau nevoiași, vinovați sau nevinovați, bătrâni și uneori tineri. Moartea este inevitabilă și îi face pe toți egali în cele din urmă. La fel ca părintele Paneloux și băiatul afectat de ciumă în romanul Ciuma al lui Camus, moartea minimalizează celelalte probleme ale noastre și subliniază lupta omului pentru a da sens la ceea ce are.

### Tăcerea
Oamenii tăcuți sunt muncitorii dintr-un atelier de dogărie. Ei s-au întors recent la muncă după eșuarea unei greve. Când fiica patronului are o boală acută și gravă, care necesită sosirea unei ambulanțe, oamenii nu-i oferă acestuia niciun cuvânt de compasiune. Spre deosebire de trecut, în care muncitorii aveau sentimentul că fac parte dintr-un colectiv, ei nu mai simt așa ceva pentru patronul care i-a refuzat.

## Traduceri în limba română
- "Cei muți", în vol. Exilul și împărăția (Editura pentru Literatură, București, 1968) - traducere de Irina Mavrodin